# Water Lilly
Water Lilly alias Monica Montesinos ist eine der wichtigsten Repräsentanten der Schweizer Elektroszene im Genre Elektro/Minimal.

## Biografie
Die spanischstämmige DJ startete ihre Elektrokarriere im Jahr 1996 und begann 1999, eigene Tracks zu produzieren. Beim Label Mental Groove erschien ihre Debüt-EP Let me be your fan, die ihr den weltweiten Durchbruch ermöglichte; sofort wurde sie in Clubs von New York über Berlin, Lissabon und Barcelona gebucht. Nach fünf weiteren 12"-Veröffentlichungen bei Mental Groove und später bei Lasergun Imprint kam ihr erstes Album Sputnika, wieder bei Mental Groove, auf den Markt.
Viele ihrer Tracks wurden von anderen DJs neu abgemischt, unter anderem von Steril und David Carretta.
Außerdem arbeitete sie mit am Soundtrack zweier Filme des französischen Regisseurs Xavier Gianolli.

## Diskografie

### Alben
- Sputnika (2005), Mental Groove

### Singles und EPs
- Let Me Be Your Fan (2001), Mental Groove
- Sweet Aberration (2002), Mental Groove
- Sensory Stretcher (2003), Mental Groove
- Frenzy Flux (2004), Lasergun
- DissiDance EP (2006), Lasergun
- The Sleepwalker (2007), Mental Groove
- Invisible Link (2007), Mental Groove

### Remixes
- Die Raketen – I Like Plastique (Water Lilly Remix), 2004
- Miguelle – Drug Me (Water Lilly Remix), 2004
- Stephan Eicher – Two People In A Room (Water Lilly Remix), 2005
- Snax – Hat Trick (Water Lilly Remix), 2005
- Trisomie 21 – She Died For Love (Twin Peaks Remix), 2006
- Sinner DC – Lady March, 2007